# Římskokatolická farnost Starý Rožmitál
Římskokatolická farnost Starý Rožmitál (latinsky Rosmithalium) je územní společenství římských katolíků ve Starém Rožmitále a okolí. Organizačně spadá do vikariátu Písek, který je jedním z deseti vikariátů českobudějovické diecéze.

## Historie farnosti
Zdejší plebánie existovala již v roce 1371. Matriky pokřtěných a oddaných jsou vedeny od roku 1670, zemřelých od roku 1710. Farnost se nachází na území českobudějovické diecéze, Rožmitál však býval majetkem pražského arcibiskupství, a proto patronát k místní farnosti (včetně práva spolurozhodovat /spolu s českobudějovickým biskupem/ o tom, kdo zde bude vykonávat duchovní správu) vykonávali dlouhou dobu pražští arcibiskupové.
K farnosti dříve patřila i obec Zaběhlá, která byla v roce 1953 srovnána se zemí, kvůli rozšiřování vojenského újezdu Brdy.

### Přehled duchovních správců
- 1748–1781 R.D. Antonín Platnýř (farář)
- 1781–1803 R.D. Kašpar Zachar (farář)
  - 1792–1803 R.D. František Česaný (kaplan)
- 1803-1827 R.D. František Česaný (farář)
  - 1803–1808 R.D. František Merkl (kaplan)
- 1827–1853 R.D. František Xaver Šolle (farář)
- 1853–1854 R.D. František Boš (interkalární administrátor)
- 1854–1857 R.D. Jan Faehnrich (farář)
- 1857–1883 R.D. František Boš (farář)
- 1883–1898 R.D. Linhart Pinter (farář)
- 1898 (říjen–prosinec) R.D. Václav Pajda (interkalární administrátor)
- 1912–1928 R.D. František Roubík (farář)
- 1928–1933 R.D. Stanislav Turek (farář)
- 1933–1940 R.D. Jaroslav Podhradský (farář)
  - 1945 R.D. Josef Průša (kaplan)
- 1948–1968 R.D. Josef Průša (farář)
- 1968–1972 R.D. Heřman Fritsch
- 1972–1978 R.D. Miloslav Vlk (administrátor)
- 1978–2002 R.D. Petr Stulík (administrátor)
- 2002–2011 R.D. Mgr. Ivo Prokop (administrátor)
- 2011–2016 R.D. Mgr. Jan Kuník (administrátor)
- od r. 2016 R.D. Mgr. Petr Misař (administrátor)

## Kostely a kaple na území farnosti
| Kostel (kaple)                   | Místo                  | Bohoslužby          | Bohoslužby       | Poznámka        |
| -------------------------------- | ---------------------- | ------------------- | ---------------- | --------------- |
| kostel Povýšení svatého Kříže    | Starý Rožmitál         | neděle              | 8.30             | farní kostel    |
| kostel sv. Jana Nepomuckého      | Rožmitál pod Třemšínem | čtvrtek             | 18.00            | filiální kostel |
| kostel sv. Jana Nepomuckého      | Rožmitál pod Třemšínem | pátek               | 18.00            | filiální kostel |
| kaple Nejsvětější Trojice        | Bezděkov pod Třemšínem |                     |                  |                 |
| kaple                            | Pňovice                |                     |                  |                 |
| kaple                            | Sedlice                |                     |                  |                 |
| kaple Proměnění Páně             | Třemšín                | 1x ročně, poutní    | 1x ročně, poutní |                 |
| kaple svatého Františka z Assisi | Věšín                  |                     |                  |                 |
| kaple svaté Anny                 | Voltuš                 | středa 1x za 14 dní | 18.00            | obecní kaple    |
| kaple                            | Vranovice              |                     |                  |                 |
| kaple                            | Zalány                 |                     |                  |                 |

## Ustanovení ve farnosti
Administrátorem je od 14. srpna 2016 P. Mgr. Petr Misař.